# Shirabiki

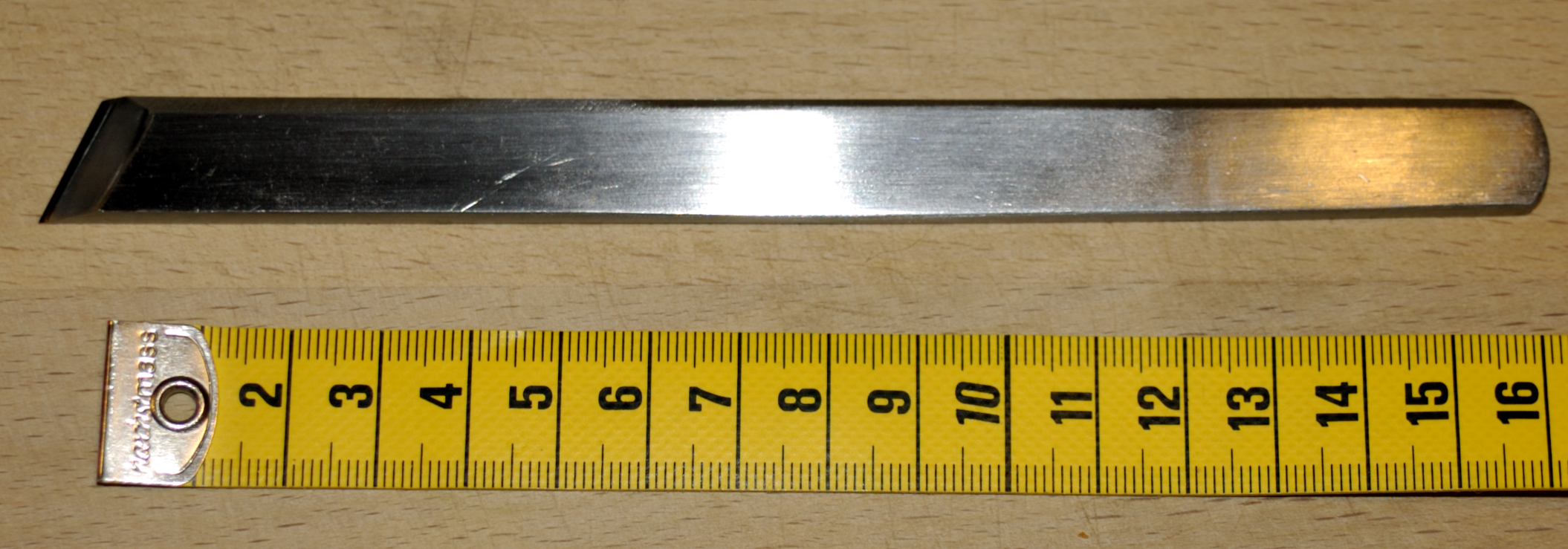
Shirabiki

Das Shirabiki (jap. 白引) ist ein Werkzeug des japanischen Holzhandwerkers. Es dient dem Anbringen von Linien (Anreißen) auf Werkstücken. Es handelt sich um einen Streifen aus Stahl mit einer schräg und einseitig angeschliffenen Schneide. Der einseitige Anschliff ist für die einwandfreie Führung an einem Lineal oder einer vergleichbaren Führung unerlässlich.
Auch das Kogatana, insbesondere in seiner Variante als Kiridashi-Kogatana, findet als Shirabiki Verwendung.
Das Anreißen auf dem Werkstoff Holz mit einem solchen Werkzeug gestattet ein genaueres, feineres und sichereres Arbeiten, als es mit einer rundspitzen Reißnadel möglich wäre, da die Reißnadel, gerade bei „Rissen“ längs zur Holzfaser zum „Verlaufen“ (aus der Richtung geraten) neigt.